# سید شمس‌الدین حسینی نائینی
سید شمس الدین حسینی نائینی(۱۳۱۲ نائین- ۷ تیر ۱۳۶۰ تهران)، نماینده مردم نائین در دوره اول مجلس شورای اسلامی بود. او در هفتم تیر ۱۳۶۰ و در پی انفجار در دفتر حزب جمهوری اسلامی که توسط سازمان مجاهدین خلق ایران سازماندهی شده بود، کشته شد.

## زندگی
سید شمس الدین حسینی در سال ۱۳۱۲ در نائین به دنیا آمد.او تحصیلات ابتدایی و دبیرستان را در نائین سپری کرد. پایان‌نامه تحصیلی وی با عنوان جهاد در راه اسلام بود. او پس از اخذ مدرک کارشناسی ادامه تحصیل خود راهی هندوستان شد و در دانشگاه مسلمان علیگره تحت نظر کلب عابد رساله دکترای خودش را تحت عنوان فلسفه دعا و مقایسه دعای اسلام با سایر ادیان نگاشت.

## زندگی سیاسی
او با سید محمد بهشتی و محمدجواد باهنر در سازمان تحقیقات و برنامه‌ریزی وزارت آموزش و پرورش همکاری داشت.
حسینی بعد از انقلاب با کسب ۶۴٫۹۰ در صد از کل آراء ماخوذه (۱۶٬۱۹۳ رای) به عنوان نمایندهٔ مردم نائین به مجلس راه یافت.
حسینی در هفتم تیر ۱۳۶۰ و در پی انفجار در دفتر حزب جمهوری اسلامی کشته شد.